# Isolino Partegora
L'Isolino Partegora (Isulin in dialetto locale) è un piccolo scoglio del Lago Maggiore, al centro del golfo di Angera, unica isola del Lago Maggiore, escludendo il Sasso Galletto, situata in territorio lombardo.

## Descrizione
Si trova a poche decine di metri dalla riva e il suo nome "parte-gora" deriva forse dal fatto che si trova al centro di una gora del lago. È quasi completamente circondato da canneti che lasciano libera la sola riva meridionale, dove si forma una discreta spiaggia sabbiosa. A poche decine di metri verso ovest, sommerso dalle acque, si trova un masso erratico detto "sass margunin" o "margunée".

## Storia
Sull'Isolino, secondo tradizione, si sono fermati i santi fratelli Giulio e Giuliano: oramai stanchi del loro girovagare per l'Italia a edificare chiese, volevano costruirvi una casa ed attendere la chiamata di Dio. Un mattino, Giulio, pervaso da spirito profetico, chiama Giuliano e gli dice: " Un lupo ed una volpe qui faranno strazio di carni innocenti. Allontaniamoci!" Abbandonarono Angera per portarsi sul lago d'Orta.
Nel 1066 un "lupo" (il vescovo Guido da Velate) e la "volpe" (Oliva de Vavassori, sua concubina) vi faranno barbaramente trucidare il diacono Arialdo da Cucciago, uno dei fondatori del movimento poi chiamato "Pataria".
Il Partegora è però meglio noto per un'importante scoperta scientifica del 1776. Qui, il 4 novembre di quell'anno, Alessandro Volta, ospite della famiglia Castiglioni, rovistando con un bastone nella palude che circonda la parte nord dell'isola, notò la fuoriuscita di bolle di gas dal fondo della melma: le raccolse in alcune bottiglie, e, nei giorni seguenti, durante alcuni esperimenti, riuscì a provocare la combustione del loro contenuto. Chiamò "aria infiammabile" quel gas, che in seguito venne classificato come metano.
A pochi metri dal muretto di contenimento, fra i canneti, un cippo con le lettere " P.C. " sta ad indicare che era " proprietà Crivelli". Il conte Giuseppe Crivelli Serbelloni era imparentato con i duchi Serbelloni di Taino; la proprietà passò poi alla famiglia Brovelli e nel 1945 fu ceduta al comune di Angera a ricordo dei due figli marinai morti nella seconda guerra mondiale.